# Памятник воинам-землякам (Кердём)
«Памятник воинам-землякам, погибшим в годы Великой Отечественной войны (1941—1945)» — мемориальный комплекс, посвящённый памяти воинов участников Великой Отечественной войны в селе Кердём, 2-й Жемконского наслега, Хангаласского улуса, Республики Саха (Якутия). Памятник истории и культуры регионального значения.

## Общая информация
После победоносного окончания Великой Отечественной войны в городах и сёлах республики Якутия стали активно возводить первые памятники и мемориалы, посвящённые павшим солдатам. Памятник воинам-землякам был установлен в самом центре села Кердём Хангаласского улуса по улице Ленина. В 1975 году в дни празднования 30-летия Победы в Великой Отечественной войне памятник был торжественно открыт.

## История
По архивным сведениям и документам, в годы Великой Отечественной войны из села из Кердём были призваны отправлены на фронт 97 человек, из них 42 погибли защищая Отечество, без вести пропали 39 человек. Многие сельские жители были удостоены орденов и медалей: наводчик зенитного орудия Е. Н. Киприянов — кавалер ордена Славы 2 степени; Ю. Т. Павлов, Я. Г. Саввин — кавалеры ордена Красной Звезды; пулеметчик Н. И. Захаров — кавалер ордена Славы 2 степени; Я. Е. Федоров кавалер ордена Славы 2,3 степеней и другие.

## Описание памятника
Памятник представляет собой мемориальный комплекс, состоящий из центрального обелиска, стелы, вечного огня и трёх мемориальных плит. Четырёхгранный обелиск из бетона на вершине которого размещена пятиконечная звезда установлен на фундамент из бетона. Его общая высота составляет 15 метров. В нижней части обелиска размещены макет знака ордена Славы с георгиевской лентой и с лавровой веткой. В середине расположена прямоугольная стела из бетона с изображением солдата. Чёрная мемориальная плита размещена рядом, на ней нанесены имена воинов-земляков, призванных из села на фронт.
Перед стелой установлен вечный огонь на бетонном постаменте. Бетонная подставка для цветов и венков также размещена здесь. С правой стороны комплекса размещены три мемориальные плиты из бетона с надписями — даты Великой Отечественной войны. По периметру мемориальный комплекс имеет ограждение, которое покрашено зелёной краской.
В соответствии с Постановлением Совета министров Якутской АССР «О состоянии и мерах по улучшению охраны памятников истории и культуры Якутской АССР» № 484 от 31.12.1976 года, памятник внесён в реестр объектов культурного наследия народов Российской Федерации и охраняется государством.